# Carro autopropulsado de Leonardo

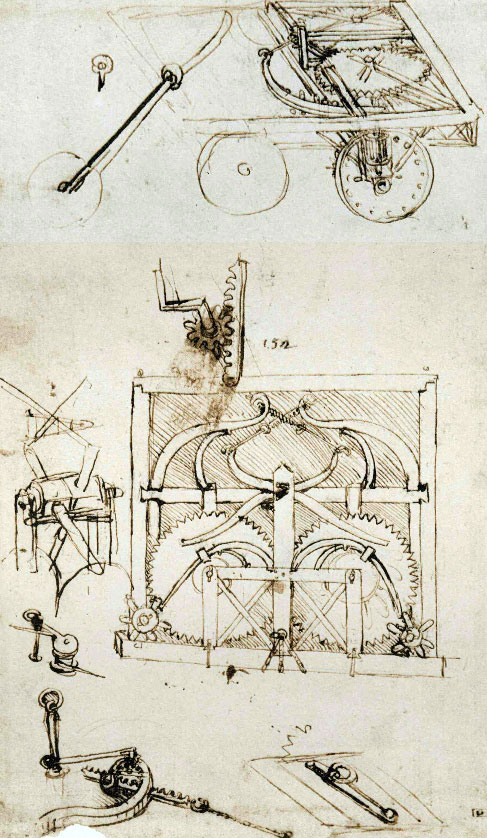
El diseño original del carro autopropulsado (Códice Atlanticus, f.812 r)

El carro autopropulsado de Leonardo es un invento diseñado por Leonardo da Vinci, considerado el antepasado del automóvil moderno.

## Construcción
La máquina está accionada por dos resortes simétricos. Si bien un resorte sería suficiente para mover el dispositivo, dos resortes simétricos probablemente parecían una solución más "lógicamente perfecta". Leonardo era muy consciente de que la fuerza motriz proporcionada por los resortes disminuye significativamente cuando se desenrollan. Para ofrecer un movimiento suave y estable, la máquina cuenta con un volante, como se usa en los relojes. El mecanismo de control es bastante complejo y le permite seguir automáticamente una ruta pre-programada. La máquina también cuenta con un mecanismo similar a un diferencial que también permite ajustar el ángulo de giro.

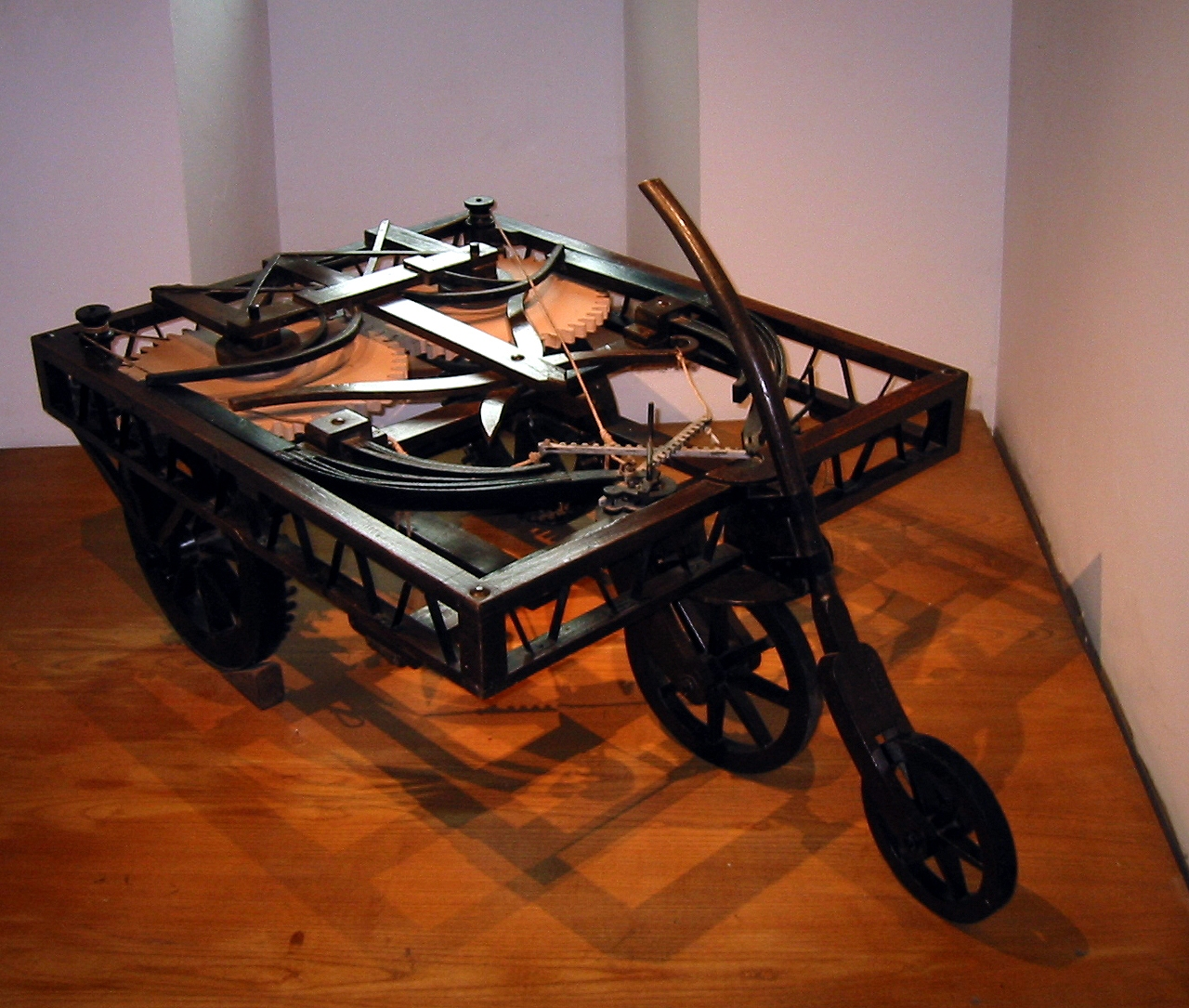
Réplica de un carro autopropulsado en el museo Clos Lucé.

Una réplica del carro autopropulsado se conserva en el museo Clos Lucé, cerca del Château d'Amboise, en Francia. El programa de televisión Doing DaVinci también hizo una réplica en 2009.